# Ulla Pirttijärvi
Ulla Pirttijärvi-Länsman (Áŋŋel, 13 de novembre de 1971) més coneguda amb el seu nom de soltera Ulla Pirttijärvi, és una cantant i compositora de joik sami de Finlàndia. Té un estil de joik tradicional que combina sovint amb música instrumental. Canta en sami septentrional. Ha col·laborat amb molts músics en diferents projectes, com les germanes Ursula i Tuuni Länsman, Frode Fjellheim, Wimme Saari, Marko Jouste, i la seva filla Hildá Länsman. Ha fundat els grups Ulda, Solju i Áššu.

## Biografia
Ulla Pirttijärvi va créixer al petit poble sami Áŋŋel en una família de ramaders de rens i va aprendre a fer joiks de petita escoltant la seva mare i el seu oncle. Els primers passos en la seva carrera musical els va fer al seu poble natal amb el grup d'adolescents Áŋŋel Nuorat, que va arribar a publicar una casseta de cançons de Nadal amb l'ajuda de Mari Boine. Més tard, ella i dues noies d'aquest grup van muntar una nova banda anomenada Aŋŋel nieiddat (nenes d'Áŋŋel), que seria una de les bandes samis més conegudes. L'any 1992 van gravar el seu primer àlbum Dolla que va ser un èxit a Finlàndia i fora d'aquest país, cosa que els va permetre viatjar per a actuar a diversos països d'Europa. Pirttijärvi va abandonar el grup a la dècada dels noranta, per iniciar una carrera en solitari.
L'any 1996 va publicar el disc-llibre Hoŋkoŋ dohkká amb cançons infantils escrites i compostes per ella i alguns de tradicionals. En aquest disc, entre altres nens i nenes de diferents llocs de Sápmi, apareixien la seva filla Hildá Länsman, Anna Lumisalmi que interpretava un leuʹdd, i Áilu Valle. El llibre va ser guardonat amb el Premi de literatura del Consell Sami.
Els pròxims anys Pirttijärvi va gravar tres discs en solitari, arranjats i produïts pel músic sami – noruec Frode Fjellheim: Ruossa Eanan (1997), Máttaráhku askái (2002) i Áibbašeabmi (2008). La seva feina per la música sami va ser reconeguda amb el Premi Áillohaš l'any 2007.
El 2009 va fundar el grup Ulda, amb Marko Jouste i Mikko Vanhasalo. El seu primer Àlbum Ulda, llançat el 2012 conté joiks cantats amb l'acompanyament d'instruments com el kemençe, el ney, el clarinet baix i l'harmònium. En el disc hi ha alguns joiks tradicionals com Gihte Hánsa en que una persona explica que ha matat un llop que era el seu germà, o l'humorístic Vulle Mihkku, i d'altres compostos per Pirttijärvi en la manera tradicional, amb frases curtes i senzilles.
Pirtijärvi es va donar a conèixer a un públic més ampli a Finlàndia el 2015 quan va participar en el concurs UMK (Uuden Musiikin Kilpailu) la preselecció finlandesa per Eurovisió, formant el duo Solju amb Hildá Länsman. La seva cançó Hold your colours va quedar al quart lloc.
El 2016 el grup Ulda, amb nous integrants, com el percussionista sami-noruec Jakop Janssønn, va gravar el seu segon àlbum anomenat Roijk, una combinació de rock i joik, amb un estil més proper al pop-rock. En lloc dels yoiks en estil tradicional del primer disc, hi havia joiks i cançons amb lletres més elaborades que tractaven temes com el pas del temps, la cultura sami d'abans, o l'aparició d'éssers sobrenaturals.
El primer disc del duo Solju es va publicar el 2018. El títol Ođđa Áigodat significa temps nous i el tema central és la transformació de la societat sami en els temps moderns. A diferència de Hold your colours, totes les cançons del disc eren en sami septentrional.
L'any 2019 Pittijärvi va publicar un nou disc amb el trio Áššu (brases) format per ella i els músics finlandesos Olav Torget i Harald Skullerud, en que combina antics joiks d’Áŋŋel i Ohcejohka i música moderna amb influències de l’Àfrica de l'est. El disc va rebre crítiques molt positives i va guanyar el premi de la crítica discogràfica alemanya en la categoria música world.

## Vida personal
Ulla Pirttijärvi estava casada amb el ramader de rens Jari-Heikki Länsman qui va morir el 2017. Té una filla (Hildá Länsman) i un fill. Viu a Ohcejohka.

## Discografia

### En solitari
- 1996 Hoŋkoŋ dohkká
- 1998 Ruošša eanan (Warner Music Sweden AB)
- 2002 Máttaráhku askái (Warner Music Finland / Innovator)
- 2008 Áibbašeabmi (Vuelie Music)

### Amb Angel-Nuorat
- 1987 Juovllaide (casseta)

### Amb Aŋŋel nieiddat
- 1992 Dolla (Finlandia)

### Amb Ulda
- 2012 Ulda (Tuupa Records)
- 2016 Roijk (Tuupa Records)

### Amb Solju
- 2018 Ođđa Áigodat
- 2020 Ođđa Áigodat remixed[14]
- 2022 Uvjamuohta

### Amb Áššu
- 2019 Áššu

## Premis i distincions (selecció)
- 1996 Premi de literatura del Consell Sami (Girjjalasvuoabalkkasupmi) pel llibre de cançons Hoŋkoŋ dohkká
- 2007 Premi Áillohaš de música (Áillohaš bálkkašupmi)
- 2019 Premi de Música Indígena (Indigenous Music Awards) per Ođđa Áigodat[15]
- 2019 Premi de la crítica discogràfica alemanya (Preis der deutschen Schallplattenkritik) per Áššu[11]